# Bruce S. Lieberman

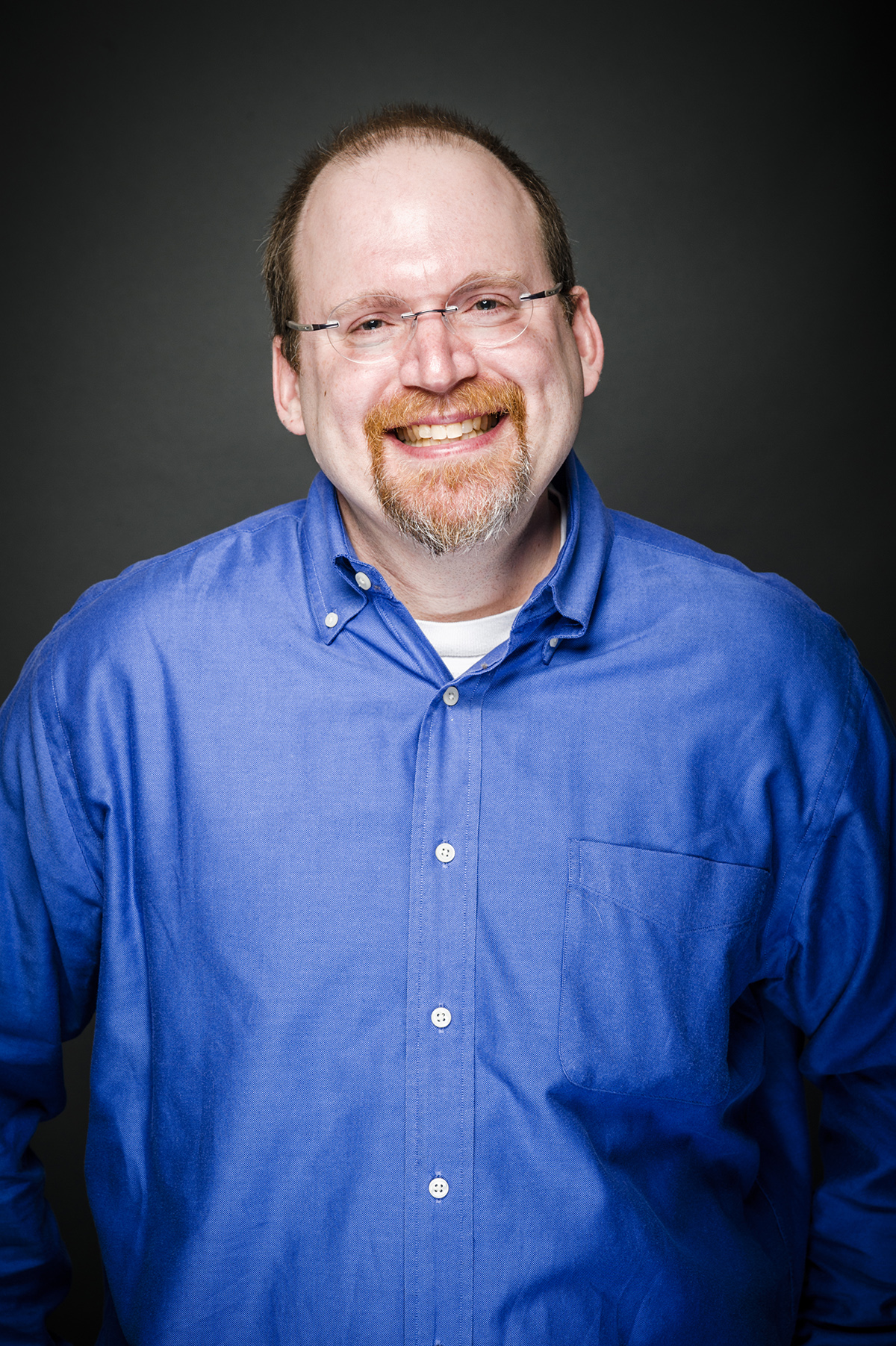
Bruce S. Lieberman

Bruce Smith Lieberman (* 1966) ist ein US-amerikanischer Paläontologe (Paläontologie der Wirbellosen, Makroevolution).
Lieberman studierte an der Harvard University (Bachelor in Geologie 1988 summa cum laude) und an der Columbia University, wo er 1991 seinen Master-Abschluss machte und 1994 bei Niles Eldredge promoviert wurde (The evolution of the Hamiltonian Group Fauna and a hierarchical perspective on evolutionary analysis). Als Post-Doktorand war er bei Elizabeth Vrba an der Yale University und bei Andrew Knoll in Harvard. Ab 1998 war er an der University of Kansas, von 2002 an als Associate Professor  und ab 2007 als Professor. Nachdem er zwischenzeitlich die Abteilung Wirbellosen-Paläontologie am zugehörigen Natural History Museum leitete (und 2005 bis 2007 auch das Paläontologische Institut, was mit der Herausgabe des Treatise on Intervertebrate Paleontology verbunden ist), war er ab 2007 Senior Curator am Natural History Museum der University of Kansas.
Er befasst sich mit Mustern in der Makroevolution speziell bei Trilobiten und Paläoökologie, Paläobiogeographie und Paläoklimatologie (in Zusammenhang mit Plattentektonik). 2002 erhielt er den Charles Schuchert Award.

## Schriften
- mit E. O. Wiley: Phylogenetics. 2. Auflage. Wiley, 2011.
- mit R. A. Kaesler: Prehistoric Life - Evolution and the fossil record. Wiley/Blackwell, 2010.
- mit A. Stigall Rode (Hrsg.): Paleobiogeography. Paleontological Society Papers, Nr. 11, Paleontological Society, Lawrence, Kansas, 2005.
- Paleobiogegraphy: Using fossils to study global change, plate tectonics and evolution. Plenum Press, Kluwer, 2000.
- mit Adrain Edgecombe (Hrsg.): Fossils, Phylogeny and Form: an analytical approach. Plenum Press/Kluwer, 2001.
- Artikel mit Eldredge Punctuated Equilibria in Scholarpedia